# مغنيات الراب غير الجميلات (الموسم 2)
مغنيات الراب غير الجميلات 2 (بالكورية: 언프리티 랩스타 2) هو برنامج مسابقة موسيقي كوري جنوبي لعام 2015 يركز على مغنيات الراب الإناث.  وهو الموسم الثاني الذي تم بث بعد الموسم الأول، عرض لأول مرة في يناير 2015 على قناة إمنت وكان من تقديم مغني الراب الكوري سأن إي.